# Bad Blood (Album)
Bad Blood ist das sechste Studioalbum der Band Blood on the Dance Floor aus Orlando (Florida). Es wurde am 3. September 2013 unter dem Musiklabel Dark Fantasy Records veröffentlicht und erreichte Platz 137 in den US Billboard 200 Charts und Platz 2 in den US Electro Charts.

## Veröffentlichung und Promotion
Das Album erschien als Download und CD. Auf der offiziellen Merchandise-Seite von Blood on the Dance Floor konnte man die Standard-Version des Albums vorbestellen und verschiedene Fan-Pakete, die neben dem Album Merchandise-Artikel enthielten. Das Foto für das Albumcover zeigt Vanity und Jayy von Monroe vor einem roten Hintergrund. Vanity trägt eine Waffe in der Hand, während von Monroe einen blutigen Blumenstrauß hält.

### Singles
- I Refuse to Sink (Fuck the Fame)
- Crucified By Your Lies
- Something Grimm

## Trackliste
| Titel                     | Länge |
| ------------------------- | ----- |
| Unchained                 | 4:16  |
| I Refuse to Sink          | 4:00  |
| Bad Blood                 | 3:21  |
| Always and Forever        | 4:28  |
| Fake Is the New Trend     | 2:54  |
| Damaged                   | 3:34  |
| Bohemyth                  | 3:53  |
| Divided We Fall           | 3:29  |
| Crucified by Your Lies    | 4:24  |
| Something Grimm           | 3:49  |
| Redeemer                  | 3:40  |
| Morning Star              | 3:43  |
| Everyone Dies Alone       | 0:23  |
| Sick Sad World            | 4:33  |
| Revenge Will Have Its Day | 3:59  |

## Musikvideos
| Jahr | Song    | Album     |
| ---- | ------- | --------- |
| 2013 | Damaged | Bad Blood |